# Menophra aborta
Menophra aborta är en fjärilsart som beskrevs av W. Warren 1898. Menophra aborta ingår i släktet Menophra och familjen mätare. Inga underarter finns listade i Catalogue of Life.